# Wransko
Wransko (bułg. Вранско) – wieś w Bułgarii, w obwodzie Kyrdżali, w gminie Krumowgrad. W 2024 roku liczyła 913 mieszkańców.